# العقيق (تعز)
العقيق هي إحدى قرى الجمهورية اليمنية. وهي تتبع جغرافيًا لمحافظة تعز. وإداريًا لمديرية خدير. يبلغ تعداد سكانها 3193 نسمة حسب الإحصاء الذي جرى عام 2004.